# ЗОМО

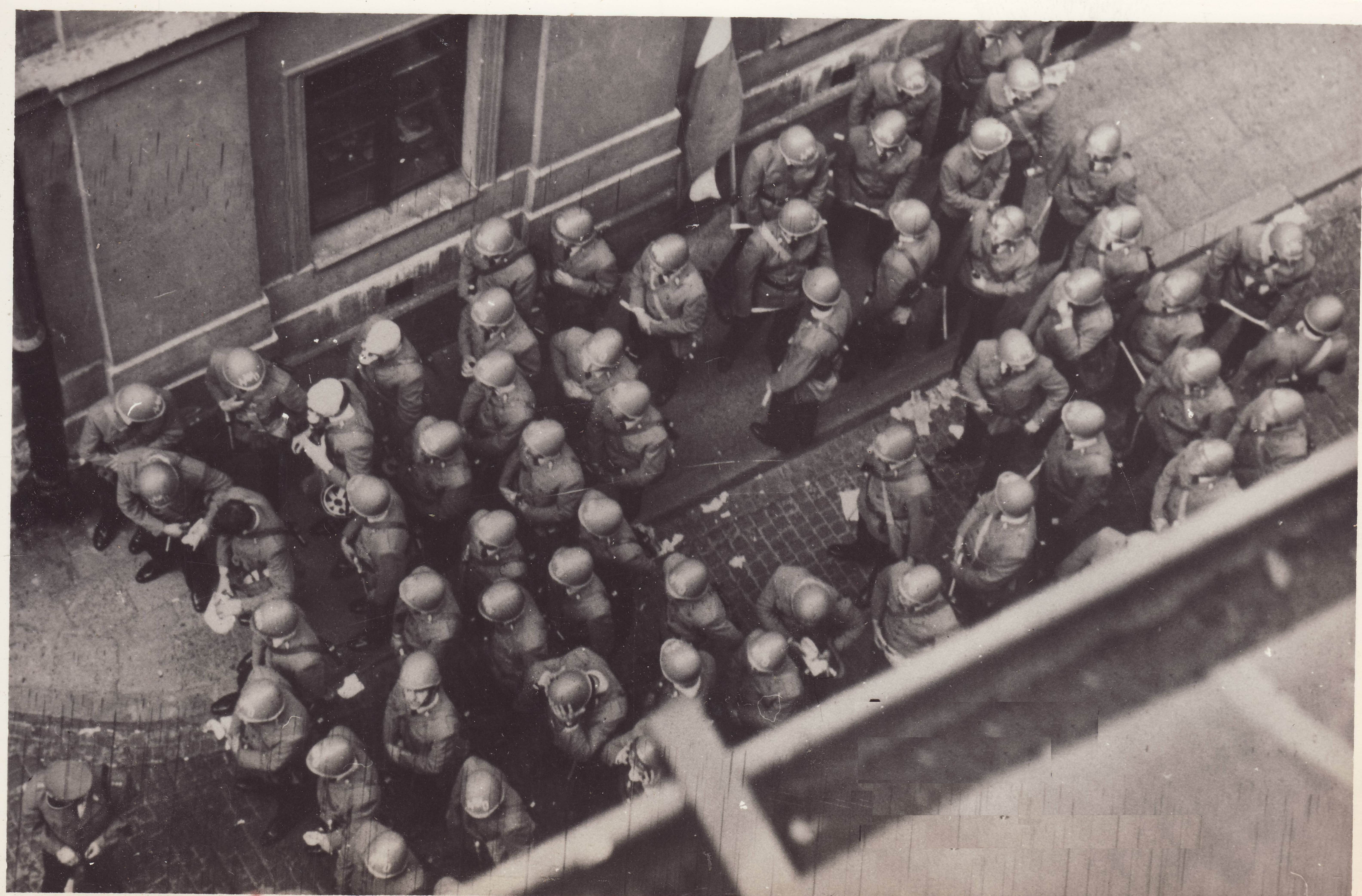
Загони ЗОМО в дії під час воєнного стану в Польщі.

Моторизована підтримка громадянської міліції (пол. Zmotoryzowane Odwody Milicji Obywatelskiej, ZOMO, ЗОМО) — відділи громадянської міліції, утворені в другій половині 1956 року (після червневих протестів у Познані) для запровадження порядку у надзвичайних ситуаціях (букв. "ліквідації масових порушень громадського порядку"), а також для надання допомоги населенню під час стихійних лих і охорони масових заходів. ЗОМО набули поганої слави під час військового стану (1981-83) через жорстоке поводженням з політичними опонентами. Структуру було розпущено після падіння комунізму в 1989 році, втім термін "ЗОМО" залишається в Польщі синонімом поліцейської брутальності.